# Tití del príncep Bernat
El tití del príncep Bernat (Plecturocebus bernhardi) és una espècie de tití, un mico del Nou Món, endèmic del Brasil. L'any 2002, fou descrit formalment per Marc van Roosmalen i Russell Mittermeier. El seu nom és un homenatge al príncep Bernat dels Països Baixos. Aquest tití té les patilles i el pit de color taronja fosc, l'esquena de color marró vermellós i la cua negra amb la punta blanca. Mesura uns 94 centímetres de llargada, aproximadament 56 dels quals corresponen a la cua.